# Temple Terrace
Temple Terrace é uma cidade localizada no estado americano da Flórida, no condado de Hillsborough. Foi incorporada em 1925.

## Geografia
De acordo com o United States Census Bureau, a cidade tem uma área de 18,4 km², onde 17,7 km² estão cobertos por terra e 0,7 km² por água.

### Localidades na vizinhança
O diagrama seguinte representa as localidades num raio de 16 km ao redor de Temple Terrace.

## Demografia
Segundo o censo nacional de 2010, a sua população é de 24 541 habitantes e sua densidade populacional é de 1 383,3 hab/km². É a localidade menos populosa e a mais densamente povoada do condado de Hillsborough, bem como a que, em 10 anos, teve o maior crescimento populacional do condado. Possui 11 296 residências, que resulta em uma densidade de 636,7 residências/km².

## Geminações
- Eastleigh, Hampshire, Inglaterra [4]